# Landgrafschaft Thüringen

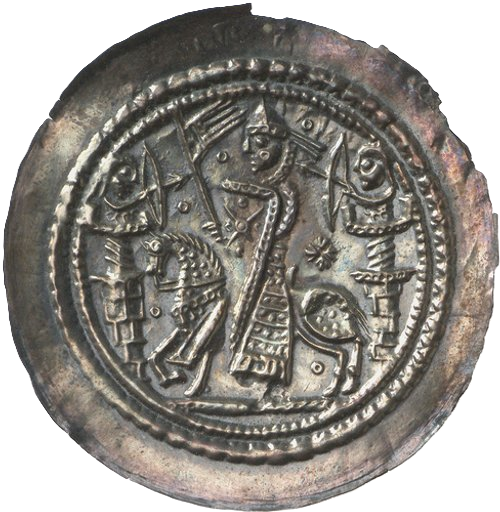
Reitender Landgraf Ludwig II. in Rüstung mit Fahne und Schild vor mit Bogenschützen besetzten Zinnentürmen

Die Landgrafschaft Thüringen war ein Reichsfürstentum des Heiligen Römischen Reichs. Es entstand im Hochmittelalter unter der Herrschaft der Ludowinger als den Landgrafen von Thüringen.
Der Landgraf hatte in des Königs Namen den Landfrieden in Thüringen zu sichern. Er übte zudem die höchste richterliche Gewalt über den thüringischen Adel aus, wodurch der Landgraf eine übergräfliche, herzogsgleiche Stellung in Thüringen hatte. Als Gründungsjahr der Landgrafschaft Thüringen kann das Jahr 1131 gelten, in welchem der Sohn Ludwigs des Springers († 1123), Ludwig I. wohl auf dem Hoftag in Goslar von König Lothar III. († 1137) die Landgrafschaft Thüringen als Lehen erhielt. Eine unverdächtige Königsurkunde Lothars III. vom 29. März 1131 betitelt Ludwig als lantgravius de Thuringia.

Landgrafschaft Thüringen im HRR 1247 (vereinfacht)

Die folgenden Generationen der Ludowinger wussten den landgräflichen Rang im Gefolge der staufischen Kaiser zu stärken sowie Besitz und Macht ständig zu erweitern. Der letzte Ludowinger in direkter männlicher Linie, Heinrich Raspe IV. († 1247) war Landgraf von Thüringen, Pfalzgraf von Sachsen, Graf in Hessen und Herr des Lands an der Leine. Er wurde 1241 Reichsgubernator und 1246 schließlich König des Heiligen Römischen Reichs gegen Friedrich II. († 1250). Nach Heinrich Raspes Tod erbte sein Neffe, der Wettiner Heinrich III. († 1288) die Landgrafschaft Thüringen und die Pfalzgrafschaft Sachsen, während Hessen und das untere Werragebiet seine Nichte Sophie († 1275) bzw. deren Sohn Heinrich I. († 1308) erbten. 1292 wurde auch die Landgrafschaft Hessen von Adolf von Nassau († 1298) zu einem Reichsfürstentum erhoben.
Da die Wettiner nicht nur Landgrafen von Thüringen und Pfalzgrafen von Sachsen, sondern auch Markgrafen von Meißen und Herren des Osterlandes waren, verlagerten sich die Zentren der wettinischen Regentschaft der Landgrafschaft Thüringen zunehmend weg von der einst zentralen Residenz Eisenach mit der Wartburg und dem landgräflichen Oberhof. Weimar wurde unter Friedrich IV. zur bevorzugten Residenz. Der Macht und Besitzzuwachs der Wettiner durch die Verleihung der Kurwürde mit dem Herzogtum Sachsen 1423 führte schließlich zur Leipziger Teilung 1485, mit der die Landgrafschaft Thüringen letztlich zerschlagen wurde.

## Geschichte der Landgrafschaft Thüringen
Unter Thüringen verstand man im 12. Jahrhundert die Landschaft südlich vom Harz, entlang der mittleren Saale, nördlich des Thüringer Walds, entlang der Werra zwischen Rhön und Fuldamündung sowie das Eichsfeld. Den Kern Thüringens bildete das Thüringer Becken. Die einst thüringischen Gebiete östlich der Helme und nördlich der Unstrut galten als sächsisch, ebenso die praktisch ausschließlich von Slawen bewohnten, einst thüringischen Marken Merseburg, Zeitz und Meißen. Die sächsischen Grafschaften gehörten kirchenrechtlich zum Erzbistum Magdeburg, während Thüringen zum Erzbistum Mainz gehörte.

### Hermann von Winzenburg
Hermann von Winzenburg hatte mehrere Grafschaften in Sachsen, in den Landschaften entlang der Leine bis südlich Hildesheim zu Lehen. Hermann I. von Winzenburg († 1122) wird im Gefolge Heinrichs V. († 1125) auch in zahlreichen Urkunden genannt, stets als Graf oder Markgraf von Sachsen betitelt. Die Hypothese, dass sein Erbe, der vor 1130 wohl landgräfliche Rechte im sächsischen Leinegau ausübende Hermann II. von Winzenburg († 1152), Landgraf von Thüringen war, beruht letztlich allein auf der Angabe eines Kompilators (Annales Erphesfurdenses Lothariani, Entstehungszeit und -ort unbekannt). Er hat möglicherweise durch die zeitliche Nähe der Absetzung Hermanns, d. h. des Entzugs seiner Grafschaften 1130 einerseits und der Erhebung Ludwigs I. zum Landgrafen von Thüringen 1131 andererseits, Herrmann von Winzenburg im Umkehrschluss zum Vorgänger Ludwigs I. gemacht. Ludwig I. erhielt in der Tat eine der an Thüringen grenzenden Grafschaften (Leinegau) Hermanns als Lehen, der ein Schwippschwager Ludwigs war, da dessen Cousin Udo IV. mit Herrmanns Schwester verheiratet war. Die Hypothese von Herrmanns Landgrafschaft in Thüringen wird seit langem diskutiert.

### Ludowinger

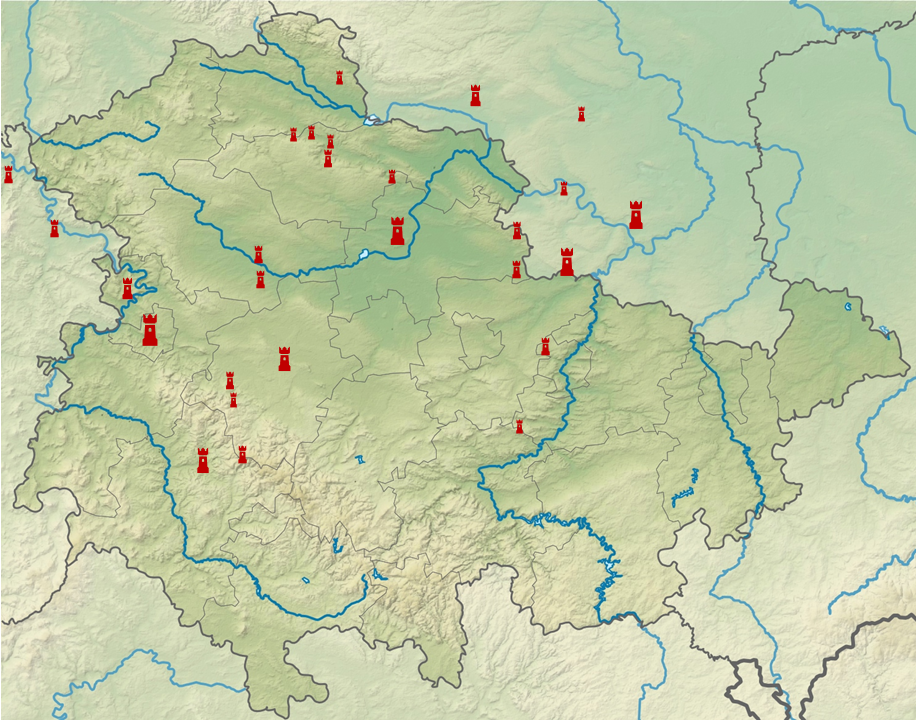
Burgen der Ludowinger (Thüringen)

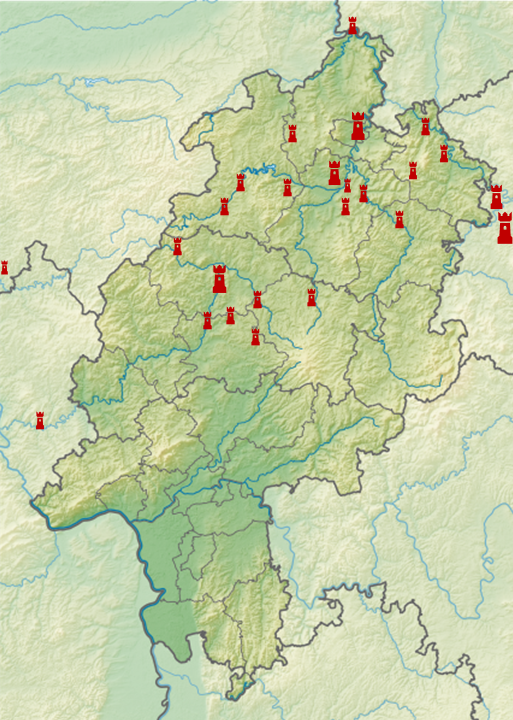
Burgen der Ludowinger (Hessen)

Praktische Grundlage für die Ausübung des Landgrafenamts waren umfangreiche Besitztümer und Herrschaften, die die ersten Ludowinger unter dem Schirm der salischen Könige, zeitweise auch gegen diese (ab etwa 1089 gegen Heinrich IV. und ab 1112 gegen Heinrich V.), erhielten. Die Güter Ludwigs I. Großvaters, Ludwigs des Bärtigen lagen am Nordrand des Thüringer Waldes (Schauenburg) und am Südrand des Harzes (Sangerhausen, Honstein). Die Herrschaftszeit Ludwigs des Springers, Graf von Thüringen (comes de thuringia) und seiner Söhne Ludwig und Heinrich (1124 urkundlich comites de thuringiae), erweiterte Familienbesitz und Macht beträchtlich an Werra (Wartburg), Unstrut/Saale (Neuenburg, Eckartsburg), Fulda (Gudensberg, Kassel) und an der Lahn (Marburg).  
Ihre Lehen trugen die Ludowinger vornehmlich vom Erzbistum Mainz und von den Reichsabteien Fulda sowie auch Hersfeld, die zahlreiche Güter und Rechte auch in Thüringen besaßen. Der Codex Eberhardi weist darauf hin, dass der Landgraf (von der gewaltigen Zahl an Gütern des Klosters Fulda in Thüringen) mehr Lehen als alle anderen innehabe (Ludewigus landegrauius plus omnibus habet in beneficii).
Die Grundlage der Erhebung des dritten Ludwigs zu Landgraf Ludwig I. basierte im Wesentlichen auf seinem reichen Familienerbe und den Beziehungen zum Sachsenherzog Lothar, der ab 1125 König war. Von großer Bedeutung war die Vogtei der Ludowinger über die Reichsabtei Hersfeld wohl ab 1122. Auch von Bedeutung für Ludwigs Erhebung waren sicher seine hochrangigen familiären Beziehungen. So war sein Bruder Udo († 1148) Bischof von Naumburg, seine Cousine Luitgard von Sommerschenburg († 1152) Pfalzgräfin von Sachsen, sein Cousin Godebold († 1144) Burggraf von Würzburg etc. Auch hatten die Kaiserin Richenza († 1141) und er dieselbe Großmutter. 
1139 wechselte Ludwig I. ins Lager Konrads III. († 1152). Der 12-jährige Ludwig II. wurde zur Festigung dieses Bündnisses nur wenige Wochen nach seines Vaters Tod 1140 auf der Reichsversammlung in Worms im Februar 1140 mit der Landgrafschaft belehnt sowie gleichzeitig mit Konrads Nichte Judith von Schwaben verlobt, die erst 6 Jahre alt war. Die Ehe wurde 1150 tatsächlich vollzogen und die Ludowinger blieben fast 100 Jahre im Gefolge der Staufer. Ludwig II. († 1172) entwickelte in seiner fast 30-jährigen Herrschaft eine rege Bautätigkeit, dessen bekanntestes Zeugnis der Palas der Wartburg ist.
Als Ludwig III. ohne männlichen Nachkommen zugleich mit seinem Onkel Kaiser Friedrich Barbarossa 1190 verstarb, versuchte sein Cousin Heinrich VI. († 1197) die Landgrafschaft Thüringen einzuziehen. Schließlich belehnte Heinrich VI. einen jüngeren Bruder Ludwigs III. mit der Landgrafschaft, Hermann I. († 1217). Letzterer ging in die Geschichte ein, als Mäzen der bedeutendsten mittelhochdeutschen Dichter (Walter von der Vogelweide, Wolfram von Eschenbach oder Heinrich von Veldeke). Seinen Sohn Ludwig IV. verheiratete er mit der ungarischen Königstochter Elisabeth († 1231). 
Während sich die Ludwig I. folgenden Landgrafen vornehmlich im Thüringischen aufhalten sollten, übte zumeist ein jüngerer Bruder die Herrschaft über die Ländereien im Hessen- und Lahngau aus (Heinrich Raspe I., II., III., Friedrich, Konrad).  
Das Ende der Ludowinger wurde eingeläutet, als erst Ludwig IV. († 1227) und dann sein Sohn Hermann II. († 1241) sehr jung starben. Nachdem Hermanns II. Onkel und Nachfolger Heinrich Raspe IV. († 1247) klar war, dass er keine Kinder bekommen konnte, sorgte er für die Belehnung seines Neffens Heinrich III. mit der Landgrafschaft. Dennoch kam es zum Erbfolgekrieg (1247 bis 1264).

### Wettiner

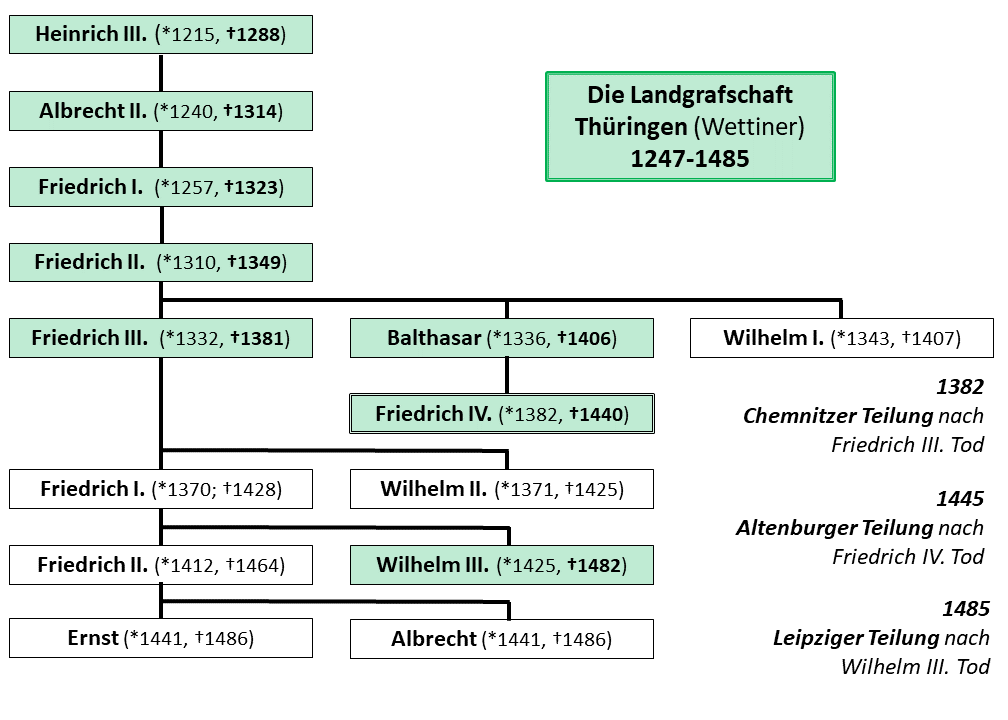
Wettinische Regenten der Landgrafschaft Thüringen (grün hinterlegt)

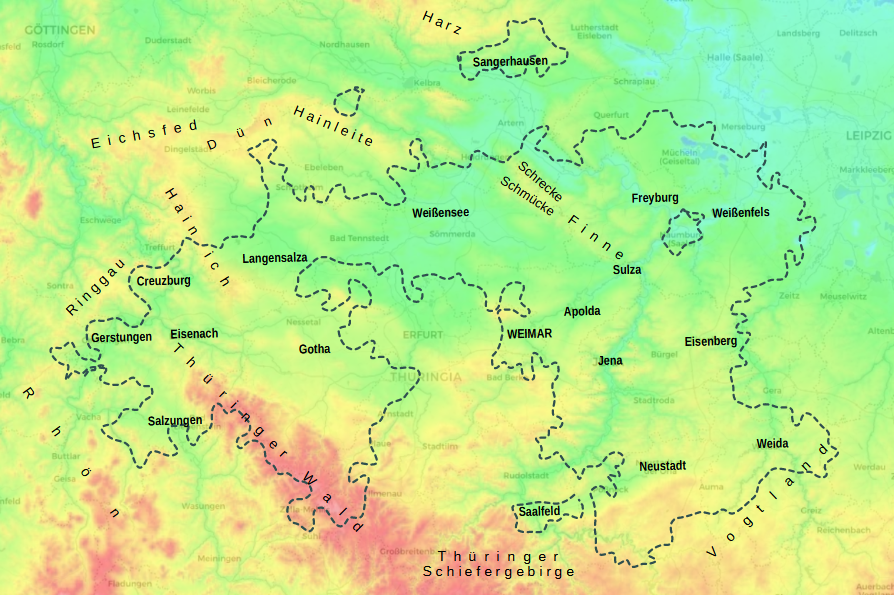
Landgrafschaft Thüringen Wilhelms III.

Nach dem Ende des sogenannten Thüringisch-Hessischen Erbfolgekrieges hatte Albrecht II. († 1314) das Erbe der Ludowinger als Landgrafen von Thüringen angetreten, während sein Vater Heinrich III. in der (silbererz)reichen Markgrafschaft Meißen herrschte, wo er ein ähnliches Mäzenatentum wie sein Großvater Hermann I. entfaltet hatte. Albrecht war mit Margaretha von Staufen († 1270), der Tochter Friedrichs II. verheiratet, jedoch verstieß Albrecht II. seine Frau, die kurz darauf starb, sodass er 1270 seine Geliebte Kunigunde von Eisenberg († 1286) heiraten konnte, von der er seinen Lieblingssohn Apitz († 1305) bekam. Unter anderem dessen Bevorzugung führte zum Streit mit den Söhnen aus erster Ehe, die sich um ihr Erbe betrogen sahen. Nach langwierigen kriegerischen Auseinandersetzungen mit seinem Vater sowie den römisch-deutschen Königen Adolf von Nassau und Albrecht I. (Schlacht bei Lucka) trat Friedrich I. († 1323) das Erbe seines Vaters etwa ab 1310 unbestritten in der Landgrafschaft Thüringen an. Ihm folgte sein Sohn Friedrich II. († 1349), der im Thüringer Grafenkrieg seine Herrschaft in Thüringen bedeutend erweiterte und festigte, insbesondere wurde die Grafschaft Weimar ein Lehen der Wettiner, das sie 1372 einzogen. Friedrich II. Söhne Friedrich III. († 1381), Balthasar († 1406) und Wilhelm I. († 1407) teilten sich in die Herrschaft bis für Balthasar 1382 die Landgrafschaft Thüringen abgespalten wurde, der sie an seinen Sohn Friedrich IV. († 1440) vererbte. Nach dem Tod Friedrichs IV. blieb die Landgrafschaft vorübergehend wieder im Gemeinbesitz der Wettiner bis für Wilhelm III. 1445 erneut die Abspaltung erfolgte. Wilhelm III. erließ 1446 eine eigne Landesordnung, die seinem Bruder Friedrich II. Anlass zum Krieg geben sollte. Die Landesordung behielt jedoch ihre Bedeutung für den von Balthasar und Friedrich IV. begonenen weiteren Ausbau des landesherrlichen Kirchenregiments in Thüringen vornemlich gegen Mainz. Die thüringischen Klosterreformen des 15. Jahrhunderts führten dazu, dass noch Kurfürst Friedrich der Weise 1493 das landgräfliche Hauskloster Reinhardsbrunn als seine Grablege bevorzugte.
Nach Wilhelms III. Tod 1482 erbten Ernst, Kurfürst von Sachsen und dessen Bruder Albrecht, Herzog von Sachsen die Landgrafschaft Thüringen und der Name Sachsen des Gesamtstaates ging nun auf die thüringischen Territorien über. 1485 teilten die Brüder die Landgrafschaft in zwei Teile, einerseits den Thüringischen Kreis der zu Albrechts Herrschaft gehörte und andererseits den später Ernestinisch genannten Teil Thüringens.

## Entwicklung nach der Leipziger Teilung

### Ernestiner
Das Kurfürstentum Sachsen der Ernestiner bestand bis zur Wittenberger Kapitulation durch Kurfürst Johann Friedrich I. 1547. Im Naumburger Vertrag von 1554 wurde dann sein Herrschaftsgebiet neu festgelegt. Es entstand das ernestinische Herzogtum Sachsen. Im Westen umfasste dieses die alten Territorien der Ludowinger an Hörsel und Nesse mit Eisenach, Gotha und den Gebieten an der Werra um Salzungen, Gerstungen und Creuzburg sowie im Norden Allstedt, das die Ludowinger mit der Pfalzgrafschaft Sachsen erhalten hatten. Im Osten die Gebiete im Pleißenland, um Altenburg, die Landgraf Albrecht II. als Mitgift Margarethas von Staufen erhalten hatte sowie die ehemals lobdeburgischen Gebiete an der Saale (Jena), die Landgraf Friedrich II. ererbt hatte. Dann die Gebiete der alten Grafschaft Weimar-Orlamünde, die im Grunde Landgraf Friedrich II. im Thüringer Grafenkrieg gewonnen hatte. Im Süden die fränkischen Gebiete, die die Landgrafen Friedrich III. (Coburger Land mit Sonneberg) und Balthasar (Heldburger Land, Hildburghausen, Eisfeld) als Mitgift erhalten hatten. Das Land um Saalfeld war 1389 den verschuldeten Schwarzburgern abgekauft worden. Durch den Kahlaer Vertrag kam ab 1583 der größere Teil der bis dahin verbliebenen Grafschaft Henneberg entlang der mittleren Werra mit dem Zentrum Meiningen an die Ernestiner. Es folgten zahlreiche Neuaufteilungen der Territorien durch die Ernestiner. Im 19. Jahrhundert (mit den zuletzt auf dem Wiener Kongress 1815 festgelegten Grenzen) bestanden vier ernestinische Herzogtümer Sachsen-Weimar-Eisenach, Sachsen-Coburg und Gotha, Sachsen-Meiningen und Sachsen-Altenburg, diese wurden im Zuge der Revolution von 1918/19 zu Freistaaten, die zusammen mit den Freistaaten Schwarzburg (Sondershausen und Rudolstadt) sowie dem Volksstaat Reuß 1920 das Land Thüringen, jedoch ohne Coburg, bildeten.

### Albertiner

Thüringen um 1680

Albrecht hatte vor seinem Tod noch die Grundlage der Primogenitur für das albertinische Kurfürstentum Sachsen gelegt, was eine Kleinstaaterei, wie bei den Ernestinern ab dem 16. Jahrhundert, verhinderte. Lediglich auf dem Höhepunkt des Absolutismus wurden die drei Herzogtümer Sachsen-Merseburg, Sachsen-Weißenfels (im Thüringischen Kreis gelegen mit Langensalza, Weißensee und Freyburg) und Sachsen-Zeitz (mit dem Neustädter Kreis, Suhl und Schleusingen) abgespalten, die bis 1746 jedoch sämtlich wieder an das Kurfürstentum Sachsen zurückgefallen waren. 1815 kamen der Thüringer Kreis und die Gebiete um Suhl und Schleusingen zu Preußen und bildeten zusammen mit weiteren Gebieten wie denen des Erzstifts Mainz (Erfurt und Eichsfeld) und Hohnsteins im Wesentlichen den Regierungsbezirk Erfurt der preußischen Provinz Sachsen. Der Neustädter Kreis wurde zwischen Preußen und Sachsen-Weimar-Eisenach aufgeteilt. Die preußischen Gebiete Thüringens kamen erst nach dem Zweiten Weltkrieg zum Land Thüringen.